# Siren (hrabstwo Burnett)
Siren – wieś w Stanach Zjednoczonych, w stanie Wisconsin, w hrabstwie Burnett.